# لولبية اعتدالية
لولبية اعتدالية (الاسم العلمي:Spirogyra aequinoctialis) هي نوع من طحالب خضراء تتبع جنس اللولبية من الفصيلة الزيغنيمية.